# Siete virtudes (catecismo)

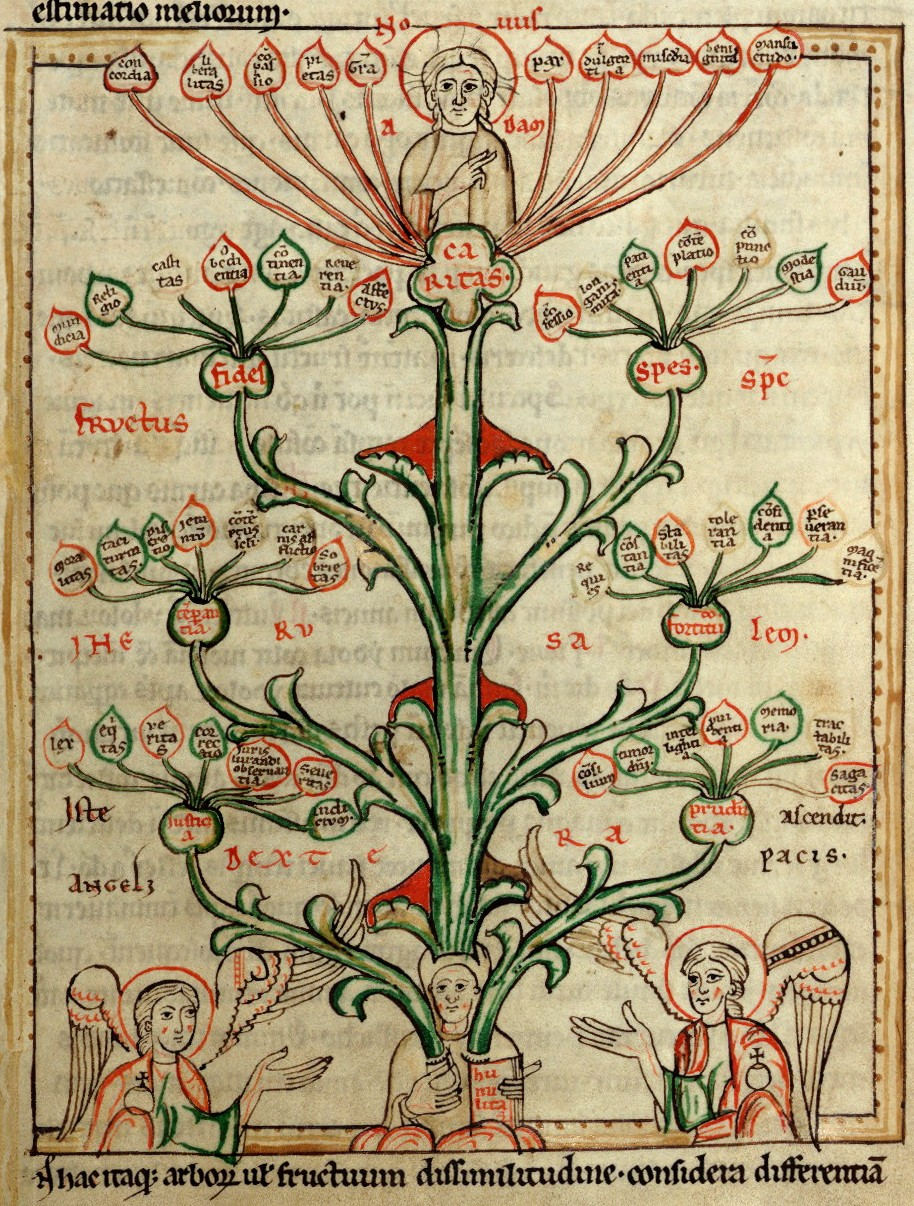
"Árbol de las virtudes", dónde se representa las siete virtudes en una forma de árbol.

El Catecismo de la Iglesia Católica define virtud a tiende hacia el bien, lo busca y lo elige a través de acciones concretas.
Tradicionalmente las siete virtudes celestiales combinan las cuatro virtudes clásicas de prudencia, justicia, templanza y coraje (o fortaleza) con las otras tres virtudes teologales de fe, esperanza y caridad.
En ocasiones se mezclan o confunden las siete virtudes con las siete virtudes contrarias, tipología de origen medieval, fruto más bien de un celo por yuxtaponer, típico de la época.
Cada una de las siete virtudes serviría para que el cristiano sepa cómo afrontar la tentación de cometer alguno de los siete pecados capitales, puesto que se contraponen a ellos y, por ello, sirven como modo de salvar el alma. A saber:
- Humildad[2] (latín, humilitās) contra el pecado de soberbia.
- Generosidad[3] (latín, generōsitās) contra el pecado de avaricia.
- Castidad[4] (latín, castitās) contra el pecado de lujuria.
- Paciencia[5] (latín, patientia) contra el pecado de ira.
- Templanza[6] o temperancia[7] (latín, temperantia) contra el pecado de gula.
- Caridad[8] (latín, caritas) contra el pecado de envidia.
- Diligencia (latín, dīligentia) contra el pecado de pereza.

Como se ha dicho antes además de estas virtudes contrarias, las siete virtudes principales son las tres virtudes teologales y las cuatro virtudes cardinales.
Una distorsión por exceso o desequilibrio en la actitud hacia estas virtudes puede devenir también en vicio y por tanto conducir al pecado. Una castidad exagerada puede producir el pecado de la pudibundez (mojigatería), una humildad desmedida puede derivar en el pecado de la pusilanimidad, una generosidad sin límite y consideración tendería a la prodigalidad (esplendidez), una templanza obsesiva puede volverse ascetismo (perfeccionismo y masoquismo), una compulsividad por la suma diligencia puede desarrollarse en psicorrigidez, una paciencia desmesurada puede llevar al pecado de la apatía y, la devoción a la caridad puede convertirse en servilismo (obsequiosidad).